# Eudaphisia albonotatipennis
Eudaphisia albonotatipennis är en skalbaggsart som beskrevs av Stefan von Breuning 1968. Eudaphisia albonotatipennis ingår i släktet Eudaphisia och familjen långhorningar.
Artens utbredningsområde är Laos. Inga underarter finns listade i Catalogue of Life.